# Murilo Mendes
Murilo Mendes, nato come Murilo Monteiro Mendes (Juiz de Fora, 13 maggio 1901 – Lisbona, 13 agosto 1975), è stato uno scrittore e poeta brasiliano, uno dei più importanti rappresentanti del modernismo brasiliano e del surrealismo.

## Biografia

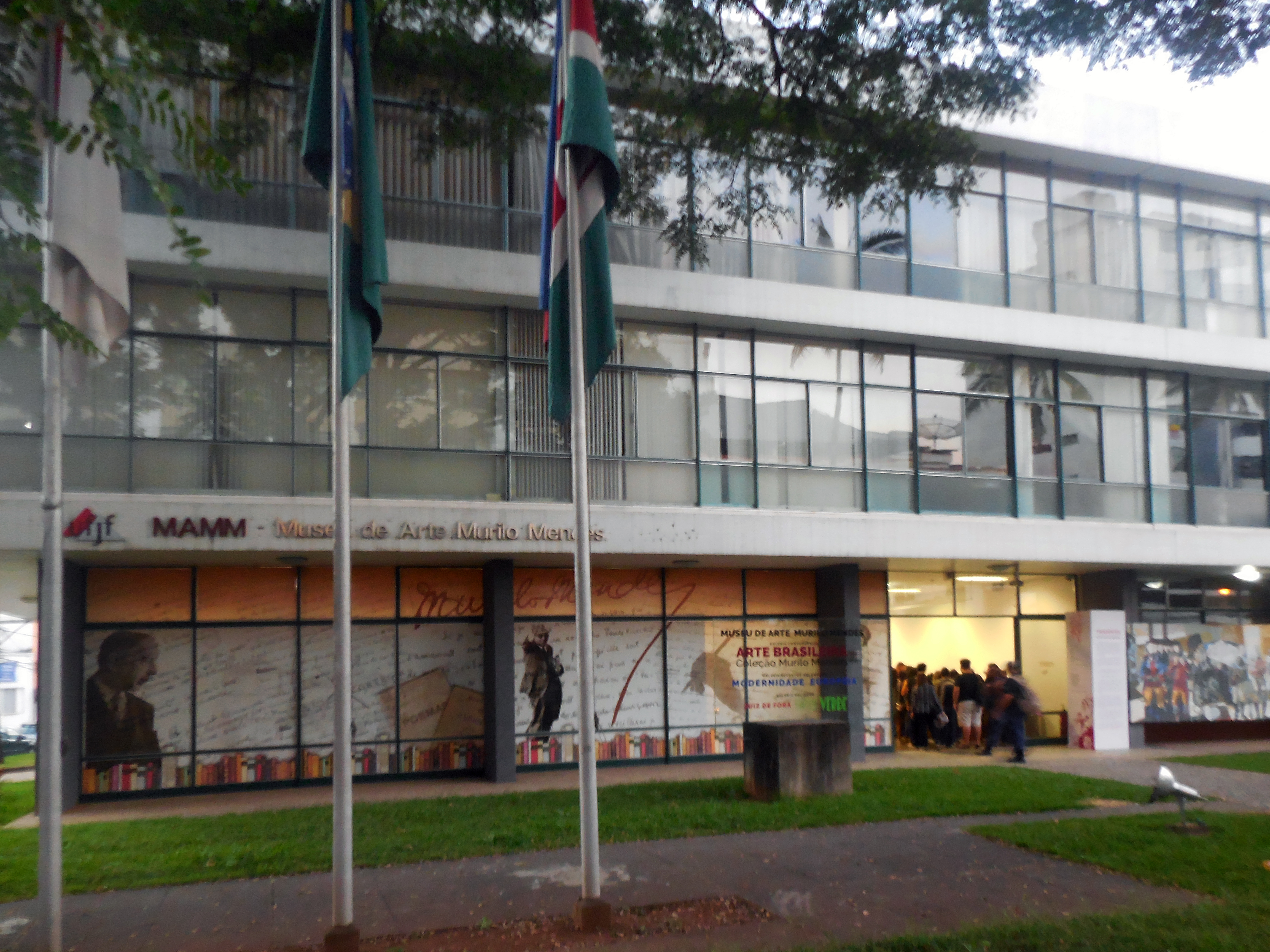
Facciata del Museo di arte Murilo Mendes, in Juiz de Fora, Minas Gerais, Brasile

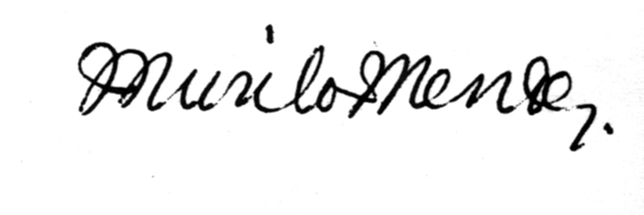
Firma di Murilo Mendes, 1962

Murilo Mendes, figlio di Onofre Mendes ed Elisa Valentina Monteiro de Barros,  trascorse la sua infanzia nel Minas Gerais, incominciò a studiare nella sua città natale, dal 1912 al 1915 approfondì poesia e letteratura. Nel 1917 andò a Niterói e si iscrisse al Colégio Interno Santa Rosasi, ma lo abbandonò e nello stesso anno, si recò a Rio de Janeiro con il fratello maggiore, l'ingegnere José Joaquim, che lo inserì come archivista nel Consiglio del Patrimonio Nazionale.
Nel 1920, iniziò a collaborare con il giornale A Tarde, e quattro anni dopo scrisse le sue prime poesie per le due riviste moderniste Terra Roxa e Outras Terra e Antropofagia.
Mendes si avvicinò al modernismo con le opere d'esordio, Poesie (Poemas, 1930) e Storia del Brasile (História do Brasil, 1932), nelle quali i toni tragici delle sue liriche manifestarono una espressività edulcorata da un umorismo grottesco. In queste opere descrisse, tra le altre, le tematiche del nazionalismo e del folklore.
A partire da Tempo ed eternità (Tempo e eternidade, 1935), in collaborazione con lo scrittore e poeta Jorge de Lima) e grazie alla conversione religiosa al cattolicesimo aiutata dalla frequentazione con il pittore Ismael Nery, la poesia di Mendes si orientò verso una originale saldatura tra la tradizione barocca iberica e il surrealismo francese, caratterizzata da un processo di astrazione spaziale e temporale, alla ricerca della vera essenza degli uomini e delle cose, nella descrizione di argomenti di attualità trasfigurati oppure metafisici.
L'opera risultò un atto di fede nel quale gli slanci della fantasia furono controllati dalla straripante eloquenza, e i versi mescolarono elementi di misticismo con aspetti della religiosità popolare brasiliana.
Le opere seguenti confermarono e compendiarono tutti questi elementi, presentando numerosi riferimenti alla pittura di Giorgio de Chirico, Pablo Picasso, Max Ernst e alla musica di Wolfgang Amadeus Mozart e dei Balletti russi:Poesia in preda al panico (A poesia em pânico, 1938), rivelò la vera interiorità di Mendes intento a rapportarsi in modo drammatico con il trascendentale; Il visionario (O Visionário, 1941), nel quale Mendes evidenziò una simbiosi tra il lirismo e le tecniche sempre più aderenti al surrealismo; Le metamorfosi (As metamorfoses, 1944), nel quale raggiunse la sintesi espressiva armonizzando la forma ermetica ed essenziale con la prosperità del suo spirito barocco; Mondo enigma (Mundo enigma, 1945), celebrativa nel suo pieno sviluppo poetico.
L'opera in cui Mendes raggiunse la totale maturità e l'apice del suo sviluppo creativo fu Poesia libertà (Poesia liberdade, 1947), dove il dolore e la pietà cristiana, l'esperienza e la partecipazione spirituale alle atrocità della guerra, raggiunsero livelli di grande purezza.
Nel 1947, Murilo Mendes sposò Maria da Saudade Cortesão, una poetessa figlia di Jaime Cortesão, uno storico e poeta portoghese esiliato in Brasile durante il regime dittatoriale di António de Oliveira Salazar in Portogallo.
Con la pace, l'animo del poeta si tranquillizzò e si volse alla meditazione e alla ricerca formale più moderata di Sonetti bianchi (Sonetos Brancos, 1946-1948); la parentesi costituita da una metrica più tradizionale presente in Contemplazione di Ouro Prêto (Contemplação de Ouro Prêto, 1954), un canto dedicato alla regione natale, anticipò un nuovo ciclo di opere, partendo da libri ispirati a temi di cultura europei, Siciliano (Siciliana, 1959), Ora spagnola (Tempo espanhol, 1959) per arrivare a soluzioni di innovativa avanguardia, Convergenza (Convergência, 1970).
Tra il 1952 e il 1956, Mendes visse con sua moglie in Belgio e nei Paesi Bassi, poi si trasferì in Italia, soggiornando dal 1957 a Roma, dove insegnò letteratura brasiliana alla facoltà di lettere dell'Università degli Studi di Roma "La Sapienza".
Negli ultimi volumi, dove spesso predominò la prosa, come in Poliedro (1962) e in L'era del seghetto (A idade do serrote, 1968), Mendes si dedicò alla descrizione di personaggi del passato e del presente.
Importanti si dimostrarono i volumi di saggistica riguardanti la musica e la pittura.
In Italia venne tradotto, tra gli altri, da Giuseppe Ungaretti, e vinse nel 1972 il premio internazionale Etna-Taormina.
Murilo Mendes trascorse gli ultimi anni in Portogallo, e morì a Lisbona, il 13 agosto 1975.

## Opere
- Poesie (Poemas, 1930);
- Storia del Brasile (História do Brasil, 1932);
- Tempo ed eternità (Tempo e eternidade, 1935);
- Poesia in preda al panico (A poesia em pânico, 1938);
- Il visionario (O Visionário, 1941);
- Le metamorfosi (As metamorfoses, 1944);
- Mondo enigma (Mundo enigma, 1945);
- Poesia libertà (Poesia liberdade, 1947);
- Sonetti bianchi (Sonetos Brancos, 1946-1948);
- Contemplazione di Ouro Prêto (Contemplação de Ouro Prêto, 1954);
- Siciliano (Siciliana, 1959);
- Ora spagnola (Tempo espanhol, 1959);
- Poliedro (1962);
- L'era del seghetto (A idade do serrote, 1968);
- Convergenza (Convergência, 1970);
- Ipotesi (1977).